# Filadelfijska kampanja
Filadelfijska kampanja, tudi Philadelphijska kampanja (1777–1778) je bila britanska vojaška kampanja med ameriško revolucijo, katere cilj je bil pridobiti nadzor nad Filadelfijo, ki je bila prestolnica nove države, kjer se je zbral Drugi kontinentalni kongres, ustanovil Kontinentalno vojsko in imenoval George Washingtona za njenega poveljnika leta 1775, ter nato sestavil in soglasno sprejel Deklaracijo neodvisnosti ZDA naslednje leto, 4. julija 1776, kar je formaliziralo in stopnjevalo vojno.
Med philadelphijsko kampanjo je britanski general William Howe neuspešno poskušal privabiti Kontinentalno vojsko pod George Washingtonom v bitko v severni Jersey. Howe je nato svoje vojske natovoril na transportna plovila in jih izkrcal na severnem koncu Chesapeake Bay, kjer so začeli napredovati proti Filadelfiji. Washington je pripravil obrambo proti Howeovim premikom pri Brandywine Creeku, a je bil pri bitki pri Brandywine 11. septembra 1777 taktično nadigran in premagan. Po nadaljnjih spopadih in manevrih je Howe vstopil in zasedel Filadelfijo. Washington je nato bitki pri Germantownu neuspešno napadel enega izmed Howeovih garnizonov v Germantownu pred umikom v Valley Forge za zimo, kjer sta se on in 12.000 mož soočila z najhujšo zimo vojne, ki je vključevala pomanjkanje hrane in oblačil.
Howeova kampanja je bila sporna, ker se je, čeprav mu je uspelo zajeti revolucionarno prestolnico Filadelfijo, premikal počasi in ni pomagal hkrati potekajoči kampanji Johna Burgoyna še bolj na severu, kar je končalo v katastrofi za Britance v bitki pri Saratogi in pripeljalo Francijo v vojno. Howe je odstopil med zasedbo Filadelfije in ga je zamenjal njegov namestnik, general sir Henry Clinton.
Leta 1778 je Clinton prejel ukaz, da evakuira Filadelfijo in združi svoje enote v New York Cityu v pričakovanju skupnega francosko-ameriškega napada na mesto. Mnogi lojalisti so prav tako zapustili Filadelfijo iz strahu pred preganjanjem. Washingtonove sile so spremljale umikajočo se britansko vojsko vse do bitke pri Monmouthu, enem največjih spopadov vojne.
Na koncu philadelphijske kampanje leta 1778 sta se obe vojski znašli v približno enakih strateških položajih kot sta bili, preden je Howe napadel Filadelfijo.

## Zgodovina

### Britanski načrt za osvojitev Filadelfije
Po zajetju Willliam Howa New York Citya in uspehu George Washington v bitkah pri Trentonu in Princetonu, sta se obe armadi v zimskih mesecih leta 1777 znašli v negotovem položaju. Medtem ko so potekali številni spopadi v ti. "Vojni za živež", je britanska vojska nadaljevala z zasedanjem postojank v New Brunswicku in Perth Amboyu v New Jerseyu.
Leta 1777 je Howe predlagal Georgeu Germainu, britanskemu civilnemu uradniku, odgovornemu za vojne zadeve, da naj  pošljejo britansko ekspedicijo z namenom, da zavzamejo Filadelfijo, sedež upornega Drugega kontinentalnega kongresa. Germain je odobril Howeov načrt, čeprav z manj vojakov, kot jih je Howe zahteval. Prav tako je odobril načrte John Burgoynea za ekspedicijo, da "si utre pot do Albany" v New Yorku iz Montreala. Germainova odobritev Howeove ekspedicije je vključevala pričakovanje, da bo Howe lahko pomagal Burgoynu, da se povežeta enote Burgoyna in enote, ki jih bo Howe poslal na sever iz New York Citya.
Howe je v začetku aprila 1777 odločil, da britanske vojske ne bo poslal po kopnem do Philadelphije skozi New Jersey, saj bi ta pot zahtevala prečkanje široke Delaware River pod sovražnimi pogoji in bi verjetno potrebovala prevoz ali gradnjo potrebnih plovil. Howeov načrt, poslan Germainu 2. aprila, je izločil Burgoyna iz kakršne koli možnosti pomembne podpore, saj bi Howe britansko vojsko namesto tega popeljal do Philadelphije po morju, garnizon v New Yorku pa bi bil premajhen za kakršne koli pomembne ofenzivne operacije po[Hudson reki, da bi pomagal Burgoynu.
Washington je spoznal, da bi moral Howe "v dobršni politiki zagotovo poskusiti sodelovati z generalom Burgoynom" in ga je zmedlo, zakaj tega ne stori. Washington je takrat in zgodovinarji od takrat naprej ugibali, zakaj Howe ni poskusil, da bi pomagal Burgoynu, katerega invazijska vojska iz Kanade je bila oktobra obkoljena in ujetih s strani Američanov. Zgodovinarji se strinjajo, da je lord Germain slabo opravil usklajevanje dveh kampanj.
Po Howeovem zavzemu New Yorka in Washingtonovem umiku čez Delaware River je Howe 20. decembra 1776 napisal Germainu, predlagajoč obsežen niz kampanj za leto 1777. Te so vključevale operacije za pridobitev nadzora nad Hudson River, širitev operacij iz baze v Newport, Rhode Island in zajetje Philadelphije, sedeža upornega kontinentalnega kongresa. Howe je to videl kot mikavno, saj je Washington takrat bil tik severno od mesta: Howe je zapisal, da je "prepričan, da bi glavna vojska morala delovati ofenzivno proti Philadelphiji, kjer leži glavna moč sovražnika." Germain je priznal, da je bil ta načrt posebej "dobro preučen", vendar je zahteval več ljudi, kot jih je bil Germain pripravljen zagotoviti. Po neuspehih v New Jerseyju je Howe sredi januarja 1777 predlagal operacije proti Philadelphiji, ki so vključevale kopensko ekspedicijo in napad po morju, misleč, da bi to lahko vodilo do odločilne zmage nad kontinentalno vojsko. Ta načrt se je razvil do te mere, da je aprila Howeova vojska gradila pontonske mostove; Washington, nastanjen v svojih zimskih prostorih v Morristown, New Jersey je menil, da so namenjeni za eventualno uporabo na Delaware River. Vendar pa je do sredi maja Howe očitno opustil idejo o kopenski ekspediciji: "Predlagam, da napademo Pennsylvanijo po morju ... verjetno bomo morali opustiti Jersiji."
Howeova odločitev, da ne pomaga Burgoynu, je morda izvirala iz njegovega prepričanja, da bi Burgoyne prejel priznanje za uspešno kampanjo, tudi če bi to zahtevalo Howeovo pomoč. To ne bi izboljšalo Howeovega ugleda toliko, kot bi ga uspeh kampanje v Philadelphiji. Zgodovinar John Alden opaža ljubosumnosti med različnimi britanskimi voditelji ter pravi: "Verjetno je, da je bil [Howe] prav tako ljubosumen na Burgoyna, kot je bil Burgoyne na njega in da ni bil pripravljen storiti ničesar, kar bi lahko pomagalo njegovemu mlajšemu kolegu po lestvici vojaške slave." V istem duhu Don Higginbotham zaključuje, da je imel Howe mnenje, da je bila to osebna pustolovščina Burgoyna, zato je [Howe] želel imeti malo opravka s tem. Glede Burgoyneove vojske bi storil le tisto, kar je bilo od njega zahtevano (pravzaprav nič)." Howe je sam napisal Burgoynu 17. julija: "Moja namera je Pennsylvanija, kjer pričakujem, da bom srečal Washingtona, vendar, če se bo on odpravil na sever v nasprotju z mojimi pričakovanji in ga lahko zadržiš, bodi prepričan, da bom kmalu šel za njim, da te osvobodim." Nedolgo za teme ne Howe odplul je iz New Yorka.
Washingtonova kontinentalna vojska je bila utaborjena predvsem v Morristown, New Jersey, čeprav je bila prednja baza na Bound Brook le nekaj kilometrov od najbližjih britanskih postojank. Delno kot povračilno ukrepanje proti neprekinjenim spopadom je general Charles Cornwallis izvedel napad na to pozicijo aprila 1777, pri čemer je skoraj ujel poveljnika postojanke Benjamin Lincolna. V odzivu na ta napad je Washington premaknil svojo vojsko naprej na močno utrjeno pozicijo pri Middlebrooku v Watchung Mountains, ki je nadzirala  kopenske poti proti Philadelphiji, ki bi jih britanske lahko uporabile.
Iz razlogov, ki niso povsem jasni, je Howe premaknil močne vojaške enote v Somerset Court House]], južno od New Brunswick, New Jersey. To potezo je izvedel kot zvijačo, da bi izzval Washingtona, naj zapusti svojo močno pozicijo, a je to spodletelo, saj je Washington zavrnil, da bi svojo vojsko odpeljal v večji sili naproti temu manevru Howea. Washington je imel obveščevalne podatke, da Howe ni pripeljal plovil ali potrebne opreme za njihovo gradnjo, tako da se mu je ta poteza zdela malo verjetna kot premik proti reki Delaware. Ko je Howe na koncu umaknil svojo vojsko nazaj proti Perth Amboyu, je Washington sledil. Z bliskovitim napadom je Howe poslal sile pod Cornwallisom v poskusu, da bi Washingtona odrezal od višjega terena; ta poskus je bil preprečen v Bitki pri Short Hills. Howe je nato umaknil svoje čete v Perth Amboy, jih vkrcal na transportna plovila in odplul iz pristanišča New York, namenjen za Philadelphijo.
Washington ni vedel, kam gre Howe. Glede na možnost, da je Howe ponovno zavajal in bi v resnici odplul s svojo vojsko po Hudsonu, da bi se pridružil Burgoynu, je Washington ostal blizu New Yorka. Šele ko je prejel novico, da je Howeova flota prispela na ustje Delawareja, je moral razmišljati o obrambi Philadelphije. Vendar flota ni vstopila v Delaware, temveč se je nadaljevala proti jugu. Negotov glede Howeovega cilja, ki bi lahko bil Charleston, South Carolina, je razmišljal o premiku na sever, da bi pomagal pri obrambi Hudsona, ko je izvedel, da je flota vstopila v Chesapeake Bay. Avgusta je začel premikati svoje čete južno, da bi pripravil obrambo mesta. General John Sullivan, ki je poveljeval četam Kontinentalne vojske proti Staten Islandu je, da bi izkoristil domnevne slabosti britanske pozicije po Howeovem odhodu 22. avgusta poskušal napad, ki je spodletel v bitki pri Staten Islandu.

### Zavzetje Filadelfije
Konec avgusta je britanski vojaški general Howe prisilil 15.000 vojakov na severni konec Chesapeake Baya, približno 55 milj (90 km) jugozahodno od Filadelfije. General kontinentalne vojske Washington je postavil 1.,000 ljudi med Howea in Philadelphijo, a je bil obkoljen in potisnjen nazaj v bitki pri Brandywinu 11. septembra 1777. Kontinentalna vojska je utrpela več kot 1.000 žrtev, Britanci pa so izgubili približno pol tega števila.
Drugi kontinentalni kongres je bil ponovno prisiljen zapustiti Filadelfijo, najprej se je preselil v Lancaster, Pennsylvania, nato pa v York, Pennsylvania. Britanske in revolucionarne sile so se naslednje dni manevrirale druga okoli druge zahodno od Filadelfije, pri čemer so se spoprijele v manjših srečanjih, kot sta bila neuspešni bitki v oblakih in tako imenovani "pokolu pri Paoliju." 26. septembra je Howe končno premagal Washingtona in brez boja vstopil v Filadelfijo. Zasedba uporniške prestolnice ni prinesla konca upora, kot so Britanci mislili, da bo. V vojni 18. stoletja je bilo normalno, da je stran, ki je zasedla prestolnico nasprotne sile, zmagala v vojni, a je revolucionarna vojna trajala še šest let, vse do leta 1783, zaradi nekonvencionalnih taktik upornikov. 
Po zavzetju Philadelphije so Britanci namestili približno 9.000 vojakov v Germantown, pet milj (8 km) severno od Philadelphije. 2. oktobra so Britanci zasedli Fort Billingsport ob reki Delaware v New Jerseyu, da bi razčistili linijo chevaux de frise ovir v rek. Ideja o postavitvi teh ovir se pripisuje Benjamin Franklinu, zasnoval pa jih je Robert Smith. Nebranjena linija je bila že zasedena pri Marcus Hook, in tretja linija je bila bližje Philadelphiji, varovana s Fort Mifflin in Fort Mercer. Washington je neuspešno napadel Germantown 4. oktobra, nato pa se je umaknil, da bi opazoval in čakal na britanski protinapad. Medtem so Britanci morali odpreti dobavno pot ob reki Delaware, da bi podprli svojo okupacijo Philadelphije. Po dolgotrajni obrambi reke s strani komandanta John Hazelwooda in kontinentalne mornarice in pensilvanijske mornarice so Britanci končno zagotovili reko z zavzetjem utrdb Mifflin in Mercer v sredini novembra, čeprav Mercer ni bil zavzet, dokler ni prišlo do bitke pri Red Banku. Konec decembra je Washington uspešno odbil serijo napadov generala Howa v bitki pri White Marsh.
Washingtonovi problemi v tem času niso bili le z Britanci. V skupini Conway Cabal so bili nekateri politiki in uradniki nezadovoljni z Washingtonovim delom v kampanji in so začeli skrivaj razpravljati o Washingtonovi odstranitvi. Užaljen zaradi zaodrskih manevrov je Washington celotno zadevo odprto predstavil Kontinentalnemu kongresu. V odziv so se njegovi podporniki zbrali okoli njega, Washingtonovo vodstvo pa je bilo potrjeno.

## Valley Forge in bitka pri Monmouthu
Washington in njegova vojska sta se decembra 1777 utaborila pri Valley Forge, približno 20 milj (32 km) od Philadelphie, kjer so ostali naslednjih šest mesecev. Med zimo je 2.500 mož (od 10.000) umrlo zaradi bolezni in izpostavljenosti. Vendar je vojska na koncu iz Valley Forge prišla v dobrem stanju, deloma zahvaljujoč programu usposabljanja, ki ga je nadzoroval Baron von Steuben.
Medtem je prišlo do sprememb v britanskem poveljstvu. General Howe je odstopil s poveljstva, na njegovo mesto pa je bil imenovan generalmajor Sir Henry Clinton. Vstop Francije v vojno je prisilil k spremembi britanske strategije in vlada je Clintonu naročila, naj zapusti Philadelphijo ter brani New York City, ki je sedaj postal ranljiv pred francosko pomorsko močjo. Ko so se Britanci pripravljali na umik, je Washington poslal Lafayetta na izvidnico. Lafayette je ohranil življenje po naključju, saj je ušel britanski zasedi v bitki pri Barren Hill. Britanci so poslali mirovno komisijo, ki jo je vodil [Frederick Howard, 5. grof Carlisle, katere ponudbo, podano junija 1778, ko je Clinton pripravljal umik z Philadelphije, je Drugi kontinentalni kongres zavrnil.
Clinton je številne lojaliste in večino svoje težke opreme prepeljal po morju v New York ter evakuiral Philadelphijo 18. junija, po 266 dneh britanske okupacije. Washingtonova vojska je sledila Clintonovi in Washington je 28. junija uspešno izsilil bitko pri Monmouthu, zadnjo večjo bitko na Severu. Washingtonov namestnik, general Charles Lee, ki je vodil predhodnico ameriške vojske, je na začetku bitke ukazal sporen umik, kar je Clintonovi vojski omogočilo, da se ponovno organizira. Do julija je Clinton že bil v New Yorku, Washington pa je ponovno bil pri White Plains, New York. Obe armadi sta se vrnili na mesta, kjer sta bili pred dvema letoma.

## Posledice
Kmalu po britanskem prihodu v New York City je pred njego pristanišče priplula francoska flota, kar je povzročilo hiter razvoj dogodkov s strani obeh strani. Francozi in Američani so se odločili, da poskusijo napasti britanski garnizon v Newport, Rhode Island; ta prvi poskus usklajevanja je bil opazen neuspeh.
Po naročilu iz Londona je Clinton prerazporedil nekatere svoje čete na Antile in začel program napadanja obale od Chesapeake Baya do Massachusettsa. V New Yorku in okolici sta si Clinton in Washingtonovi armadi izmenjavali poglede in se občasno spopadli, tudi v dveh večjih bitkah, v bitki pri Stony Point iz leta 1779 in bitki pri Connecticut Farms iz leta 1780. Clinton je ponovno razmišljal o napadu na kolonialno prestolnico Philadelphio, vendar ti napadi nikoli niso bili izvedeni.
Britanci so prav tako začeli širšo obmejno vojno, organizirano iz Quebec Citya, z uporabo lojalistov in ameriških domorodcev kot zavezniki. Britanske in francoske sile so se spopadale v Zahodni Indiji in v Indiji v letu 1778, vstop Španije v vojno leta 1779 pa je še dodatno razširil globalne vidike vojne.
Leta 1780 so Britanci začeli "južno strategijo" za ponovno osvojitev nadzora nad upornimi kolonijami z zasedbo Charlestona v Južni Karolini. Ta kampanja bo na koncu propadla v Yorktownu.

- Med kampanjo v Filadelfiji so Britanci pripravili več zemljevidov Delaware River, trdnjav Mifflin in Mercer ter večjega območja Filadelfije.

## Zunanji linki
Animated Maps
- 9/11/1777 – Battle of Brandywine
- 9/16/1777 – Battle of the Clouds
- 9/20/1777 – Battle of Paoli
- 10/4/1777 – Battle of Germantown
- Philadelphia Campaign – Overall

Interactive Maps
- Troop Movements in Delaware Valley
- Valley Forge / Tredyffrin Encampments | September & December 1777
- Bibliography of the Continental Army Operations in the Pennsylvania Theater Arhivirano 2010-06-08 na Wayback Machine. compiled by the United States Army Center of Military History